# Gauthier Gallon
Pour les articles homonymes, voir Gallon (homonymie).
Gauthier Gallon, né le 23 avril 1993 à Nice (Alpes-Maritimes), est un footballeur français qui évolue au poste de gardien de but au Stade rennais FC.

## Biographie

### Nîmes Olympique
Natif de Nice, dans les Alpes-Maritimes, en France, Gauthier Gallon est formé par le Nîmes Olympique. Le club évolue alors en Ligue 2 lorsqu'il intègre le groupe professionnel.
Le 2 mai 2015, il joue son premier match avec l'équipe première, lors d'un match de championnat face à l'ESTAC Troyes. Il est remplacé à la mi-temps par Mathieu Michel, l'habituel titulaire au poste, et son équipe s'incline sur le score de deux buts à un.
En janvier 2017, il se blesse en étant victime d'une fracture du cinquième métatarse d'un pied, qui l'éloigne des terrains pendant plusieurs mois et met un terme à sa saison,.

### US Orléans
Le 1er juillet 2017, Gauthier Gallon est transféré librement à l'US Orléans. Il devient immédiatement le gardien titulaire de cette équipe, disputant un total de 66 matchs en Ligue 2, en deux saisons.

### ESTAC Troyes

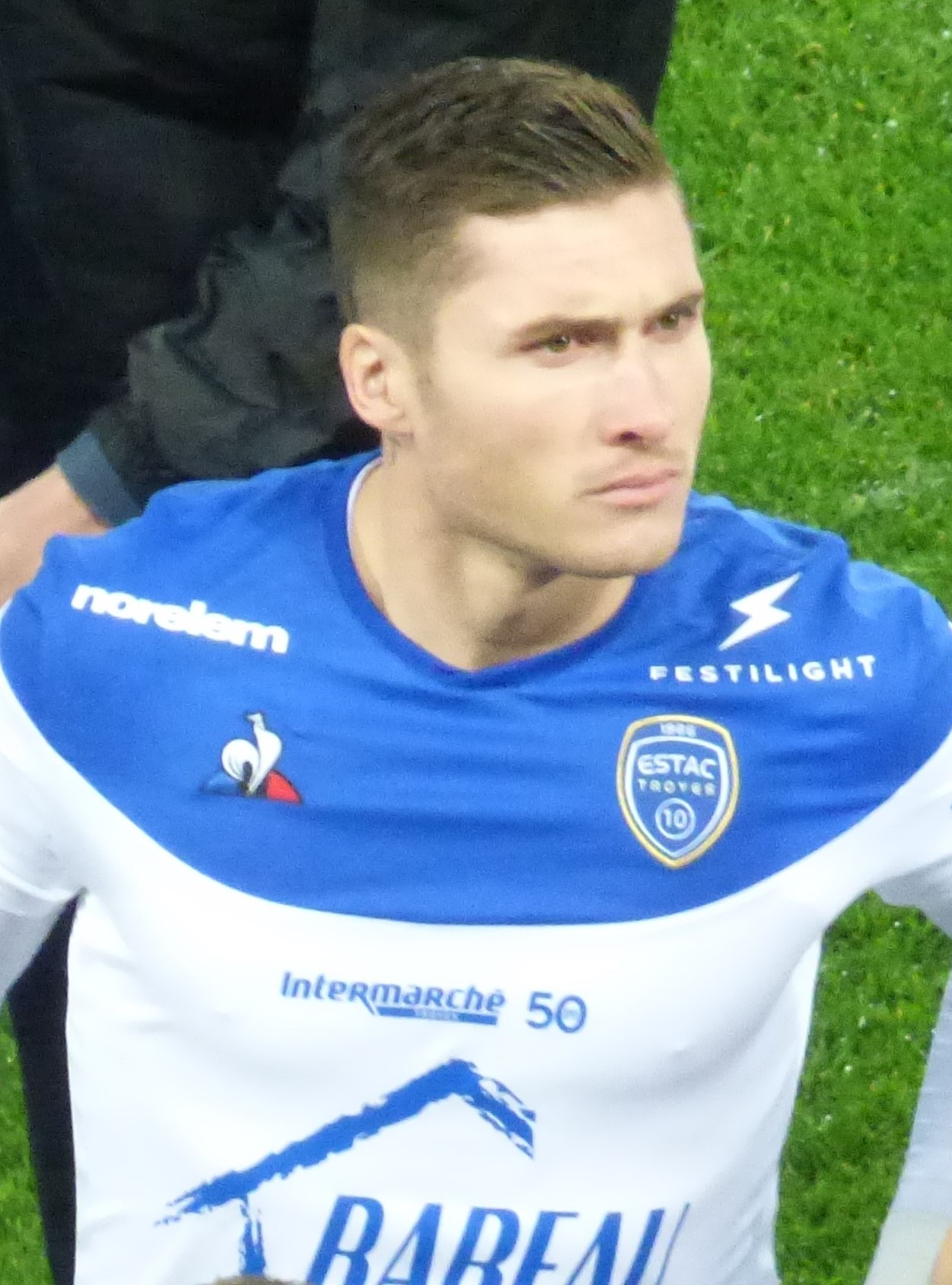
Gauthier Gallon sous les couleurs de l'ESTAC (2020).

Le 17 juin 2019, l'ESTAC Troyes annonce le transfert de Gauthier Gallon, où le portier signe pour un contrat de trois ans,. Il vient pour remplacer Mamadou Samassa, gardien titulaire de l'ESTAC Troyes depuis trois saisons, tout juste parti pour le club Sivasspor en Turquie.
Le 26 juillet 2019, Gauthier Gallon débute sous ses nouvelles couleurs lors de la première journée de la saison 2019-2020 face aux Chamois niortais FC. Son équipe s'impose ce jour-là sur le score de deux buts à zéro et Gauthier Gallon parvient à garder ses cages inviolées.
En mai 2021, lors des trophées UNFP du football 2021, Gauthier Gallon reçoit le titre de meilleur gardien de Ligue 2,. Le 26 juin 2021, après une saison réussie, il prolonge son contrat avec l'ESTAC Troyes, soit jusqu'en juin 2024,,. Avec l'ESTAC Troyes, il aura disputé un total de 124 matchs.

### Stade rennais FC
Le 5 juillet 2023, Gauthier Gallon paraphe un contrat de trois ans en faveur du Stade rennais FC, soit jusqu'en juin 2026,. Le même jour, Doğan Alemdar, alors deuxième gardien du club breton et en quête de temps de jeu, fait le trajet inverse et est prêté à l'ESTAC Troyes pour une durée d'un an,.
Le 3 septembre 2024, il prolonge son contrat d'une saison supplémentaire avec les Rouge et Noir, jusqu'en juin 2027,.

## Statistiques
| Saison                | Club                  | Championnat           | Championnat | Championnat | Coupe(s) nationale(s) | Coupe(s) nationale(s) | Compétition(s) continentale(s) | Compétition(s) continentale(s) | Compétition(s) continentale(s) | Total | Total |
| Saison                | Club                  | Division              | M.          | B.          | M.                    | B.                    | Comp.                          | M.                             | B.                             | M.    | B.    |
| 2014-2015             | Nîmes Olympique       | Ligue 2               | 1           | 0           | 3                     | 0                     | -                              | -                              | -                              | 4     | 0     |
| 2015-2016             | Nîmes Olympique       | Ligue 2               | 3           | 0           | 3                     | 0                     | -                              | -                              | -                              | 6     | 0     |
| 2016-2017             | Nîmes Olympique       | Ligue 2               | 14          | 0           | 1                     | 0                     | -                              | -                              | -                              | 15    | 0     |
| Sous-total            | Sous-total            | Sous-total            | 18          | 0           | 7                     | 0                     | -                              | -                              | -                              | 25    | 0     |
| 2017-2018             | US Orléans            | Ligue 2               | 29          | 0           | 0                     | 0                     | -                              | -                              | -                              | 29    | 0     |
| 2018-2019             | US Orléans            | Ligue 2               | 37          | 0           | 0                     | 0                     | -                              | -                              | -                              | 37    | 0     |
| Sous-total            | Sous-total            | Sous-total            | 66          | 0           | 0                     | 0                     | -                              | -                              | -                              | 66    | 0     |
| 2019-2020             | ESTAC Troyes          | Ligue 2               | 28          | 0           | 0                     | 0                     | -                              | -                              | -                              | 28    | 0     |
| 2020-2021             | ESTAC Troyes          | Ligue 2               | 35          | 0           | 0                     | 0                     | -                              | -                              | -                              | 35    | 0     |
| 2021-2022             | ESTAC Troyes          | Ligue 1               | 31          | 0           | 0                     | 0                     | -                              | -                              | -                              | 31    | 0     |
| 2022-2023             | ESTAC Troyes          | Ligue 1               | 30          | 0           | 0                     | 0                     | -                              | -                              | -                              | 30    | 0     |
| Sous-total            | Sous-total            | Sous-total            | 124         | 0           | 0                     | 0                     | -                              | -                              | -                              | 124   | 0     |
| 2023-2024             | Stade rennais FC      | Ligue 1               | 0           | 0           | 4                     | 0                     | C3                             | 1                              | 0                              | 5     | 0     |
| 2024-2025             | Stade rennais FC      | Ligue 1               | 1           | 0           | 1                     | 0                     | -                              | -                              | -                              | 2     | 0     |
| Sous-total            | Sous-total            | Sous-total            | 1           | 0           | 5                     | 0                     | -                              | 1                              | 0                              | 7     | 0     |
| Total sur la carrière | Total sur la carrière | Total sur la carrière | 209         | 0           | 12                    | 0                     | -                              | 1                              | 0                              | 222   | 0     |

## Palmarès

### Palmarès collectif
| ESTAC Troyes (1)                                          |
| --------------------------------------------------------- |
| - Championnat de France de Ligue 2 (1) - Champion : 2021. |

### Distinctions personnelles
- Meilleur gardien de Ligue 2 aux Trophées UNFP du football 2021.